# آواتار: آخرین بادافزار (فصل ۳)
کتاب سوم: آتش (به انگلیسی: Book Three: Fire) سومین و آخرین فصل آواتار: آخرین بادافزار مجموعه تلویزیونی انیمیشنی آمریکایی است که توسط مایکل دانته دی‌مارتینو و برایان کونیتزکو ساخته شده‌است. در این سریال زک تایلر آیزن، می ویتمن، جک دسنا، جسی فلاور، دانته باسکو، دی بردلی بیکر، گرگ بالدوین، گری دلیسل و مارک همیل به عنوان صداپیشگان شخصیت‌های اصلی حضور دارند.
کتاب سوم: آتش در ۲۱ سپتامبر ۲۰۰۷ بر روی نیکلودئون به نمایش درآمد. شامل ۲۱ قسمت بود و با پایان مجموعهٔ چهار قسمتی «شهاب‌سنگ سوزِن» در ۱۹ ژوئیه ۲۰۰۸ به پایان رسید. مانند فصل‌های قبل، مورد تحسین منتقدان قرار گرفت و بسیاری آن را به عنوان یک نتیجه رضایت بخش برای سریال تحسین کردند. بین ۳۰ اکتبر ۲۰۰۷ و ۱۶ سپتامبر ۲۰۰۸، پارامونت هوم اینترتینمنت چهار جلد دی‌وی‌دی و یک جعبه کامل را منتشر کرد.
این فصل با مجموعهٔ سه‌گانه کمیک «قول» (The Promise) دنبال شد که یک سال پس از پایان چهار قسمت آخر سریال اتفاق می‌افتد.
یک دنبالهٔ مجموعه‌ای، افسانه کورا، از ۱۴ آوریل ۲۰۱۲ تا ۱۹ دسامبر ۲۰۱۴ از نیکلودئون پخش شد. این سریال هفتاد سال پس از پایان مجموعهٔ آواتار: آخرین بادافزار، آواتار کورا، جانشین آواتار آنگ، را دنبال می‌کند.

## داستان
در فصل سوم، آواتار آنگ و دوستانش با پوشیدن لباس‌های آتش‌افزارها و تغییر در ظاهر خود در جستجوی یافتن استاد آتش‌افزاری هستند. در این بین خطرات متعدی از سوی آتش‌افزارها، او و دوستانش را تحدید می‌کند.
فصل آخر بار دیگر بر روی آواتار آنگ تمرکز می‌کند، که اکنون به دنبال یادگیری آتش‌افزاری است، و دوستانش کاتارا، ساکا و تاف، که باید قبل از رسیدن شهاب‌سنگ سوزِن، اوزای پادشاه آتش ظالم  را شکست دهند. همزمان، داستان شاهزاده زوکو را نیز دنبال می‌کند که در نهایت پس از خیانت به عمویش آیرو و کمک به خواهرش آزولا برای تسخیر «با سینگ سه» در کتاب دوم، به ملت آتش بازمی‌گردد.

## قسمت‌ها
| شم. کلی | شم. در فصل | عنوان                                  | کارگردان           | نویسنده                                       | انیمیشن‌سازی‌شده توسط | تاریخ انتشار اصلی | کد تولید | تعداد بیننده (میلیون) |
| ------- | ---------- | -------------------------------------- | ------------------ | --------------------------------------------- | ------------------- | ----------------- | -------- | --------------------- |
| ۴۱      | ۱          | «بیداری»                               | Giancarlo Volpe    | Aaron Ehasz                                   | Moi Animation       | ۲۱ سپتامبر ۲۰۰۷   | ۳۰۱      | ۵٫۰۲                  |
| ۴۲      | ۲          | «پیشانی‌بند»                            | Joaquim Dos Santos | John O'Bryan                                  | JM Animation        | ۲۸ سپتامبر ۲۰۰۷   | ۳۰۲      | ۳٫۸۹                  |
| ۴۳      | ۳          | «بانوی رنگی»                           | ایتن اسپالدینگ     | Joshua Hamilton                               | Moi Animation       | ۵ اکتبر ۲۰۰۷      | ۳۰۳      | ۴٫۱۶                  |
| ۴۴      | ۴          | «استادِ ساکا»                           | Giancarlo Volpe    | Tim Hedrick                                   | JM Animation        | ۱۲ اکتبر ۲۰۰۷     | ۳۰۴      | ۴٫۴۰                  |
| ۴۵      | ۵          | «ساحل»                                 | Joaquim Dos Santos | Katie Mattila                                 | Moi Animation       | ۱۹ اکتبر ۲۰۰۷     | ۳۰۵      | ۳٫۹۳                  |
| ۴۶      | ۶          | «آواتار و پادشاه آتش»                  | ایتن اسپالدینگ     | Elizabeth Welch                               | JM Animation        | ۲۶ اکتبر ۲۰۰۷     | ۳۰۶      | ۳٫۶۷                  |
| ۴۷      | ۷          | «فراری»                                | Giancarlo Volpe    | Joshua Hamilton                               | Moi Animation       | ۲ نوامبر ۲۰۰۷     | ۳۰۷      | ۴٫۰۱                  |
| ۴۸      | ۸          | «استاد خیمه‌شب بازی»                    | Joaquim Dos Santos | Tim Hedrick                                   | JM Animation        | ۹ نوامبر ۲۰۰۷     | ۳۰۸      | ۴٫۲۴                  |
| ۴۹      | ۹          | «کابوس‌های شب و رویاهای روز»            | ایتن اسپالدینگ     | John O'Bryan                                  | Moi Animation       | ۱۶ نوامبر ۲۰۰۷    | ۳۰۹      | ۳٫۶۹                  |
| ۵۰      | ۱۰         | «روز خورشید سیاه، بخش ۱: حمله»         | Giancarlo Volpe    | مایکل دانته دی‌مارتینو                         | JM Animation        | ۳۰ نوامبر ۲۰۰۷    | ۳۱۰      | ۳٫۷۷                  |
| ۵۱      | ۱۱         | «روز خورشید سیاه، بخش ۲: خورشیدگرفتگی» | Joaquim Dos Santos | Aaron Ehasz                                   | Moi Animation       | ۳۰ نوامبر ۲۰۰۷    | ۳۱۱      | ۳٫۷۷                  |
| ۵۲      | ۱۲         | «معبد باد غربی»                        | ایتن اسپالدینگ     | Elizabeth Welch and Tim Hedrick               | JM Animation        | ۱۴ ژوئیه ۲۰۰۸     | ۳۱۲      | ۴٫۹۶                  |
| ۵۳      | ۱۳         | «استادان آتش‌افزاری»                    | Giancarlo Volpe    | John O'Bryan                                  | Moi Animation       | ۱۵ ژوئیه ۲۰۰۸     | ۳۱۳      | ۳٫۸۸                  |
| ۵۴      | ۱۴         | «صخره جوشان، بخش ۱»                    | Joaquim Dos Santos | May Chan                                      | JM Animation        | ۱۶ ژوئیه ۲۰۰۸     | ۳۱۴      | ۳٫۹۷                  |
| ۵۵      | ۱۵         | «صخره جوشان، بخش ۲»                    | ایتن اسپالدینگ     | Joshua Hamilton                               | Moi Animation       | ۱۶ ژوئیه ۲۰۰۸     | ۳۱۵      | ۳٫۹۷                  |
| ۵۶      | ۱۶         | «مهاجمان جنوبی»                        | Joaquim Dos Santos | Elizabeth Welch                               | Moi Animation       | ۱۷ ژوئیه ۲۰۰۸     | ۳۱۶      | ۴٫۲۳                  |
| ۵۷      | ۱۷         | «بازیگران جزیره خاکستر»                | Giancarlo Volpe    | Tim Hedrick, Joshua Hamilton and John O'Bryan | JM Animation        | ۱۸ ژوئیه ۲۰۰۸     | ۳۱۷      | ۴٫۵۳                  |
| ۵۸      | ۱۸         | «شهاب‌سنگ سوزِن، بخش ۱: پادشاه ققنوس»    | ایتن اسپالدینگ     | مایکل دانته دی‌مارتینو                         | JM Animation        | ۱۹ ژوئیه ۲۰۰۸     | ۳۱۸      | ۵٫۵۹                  |
| ۵۹      | ۱۹         | «شهاب‌سنگ سوزِن، بخش ۲: استادان پیشین»   | Giancarlo Volpe    | Aaron Ehasz                                   | Moi Animation       | ۱۹ ژوئیه ۲۰۰۸     | ۳۱۹      | ۵٫۵۹                  |
| ۶۰      | ۲۰         | «شهاب‌سنگ سوزِن، بخش ۳: به سوی اهریمن»   | Joaquim Dos Santos | مایکل دانته دی‌مارتینو و برایان کونیتزکو       | JM Animation        | ۱۹ ژوئیه ۲۰۰۸     | ۳۲۰      | ۵٫۵۹                  |
| ۶۱      | ۲۱         | «شهاب‌سنگ سوزِن، بخش ۴: آواتار آنگ»      | Joaquim Dos Santos | مایکل دانته دی‌مارتینو و برایان کونیتزکو       | JM Animation        | ۱۹ ژوئیه ۲۰۰۸     | ۳۲۱      | ۵٫۵۹                  |